# Gryt, Örebro
Gryt är ett industriområde söder om Örebro. Området ligger utanför stadsgränsen, söder om Brickebacken, norr om Almbro, öster om Norra Bro och söder om Hidingsta, längs länsväg T 675. I Gryt finns bland annat en brädgård och en bildemoleringsfirma. Den största delen av området tas dock upp av Atlas Copcos anläggning. Genom Gryt rinner den så kallade Skivarebäcken.